# Bytom Open 2010
Il Bytom Open 2010, noto anche come ZRE Katowice Bytom Open, è stato un torneo professionistico di tennis maschile giocato sulla terra rossa, che faceva parte dell'ATP Challenger Tour 2010. Si è giocato a Bytom in Polonia dal 14 al 20 giugno 2010.

## Partecipanti

### Teste di serie
| Nazionalità | Giocatore          | Ranking* | Testa di serie |
| ----------- | ------------------ | -------- | -------------- |
| Spagna      | Pere Riba          | 96       | 1              |
| Spagna      | Óscar Hernández    | 121      | 2              |
| Ucraina     | Ivan Serheev       | 172      | 3              |
| Slovacchia  | Martin Kližan      | 184      | 4              |
| Cile        | Jorge Aguilar      | 226      | 5              |
| Cile        | Paul Capdeville    | 217      | 6              |
| Russia      | Konstantin Kravčuk | 239      | 7              |
| Ungheria    | Attila Balázs      | 235      | 8              |

- Ranking al 24 maggio 2010.

### Altri partecipanti
Giocatori che hanno ricevuto una wild card:
- Marko Daniš
- Rafał Gozdur
- Grzegorz Panfil
- Adam Vejmělka

Giocatori passati dalle qualificazioni:
- Adrián García
- Adam Kellner
- Błażej Koniusz
- Jaroslav Pospíšil

## Campioni

### Singolare
Pere Riba ha battuto in finale  Facundo Bagnis con il punteggio di 6–0, 6–3

### Doppio
Ivo Klec /  Artem Smyrnov hanno battuto in finale  Konstantin Kravčuk /  Ivan Serheev con il punteggio di 1–6, 6–3, [10–3]